# Lars Marcus
Lars Marcus, född 1962, är en svensk arkitekt och professor i stadsbyggnad .
Han har startat forskargrupper på både KTH och Chalmers. 
Lars Marcus är också grundare av och tidigare partner i konsultföretaget Spacescape . 
Hans forskning handlar om hur stadens rumsliga form, strukturerad genom arkitektur och stadsbyggnad, stödjer, ordnar och sätter gränser för människors vardag. I förlängningen skapar stadens form därmed förutsättningar för centrala samhällsprocesser som social integration, lokala marknader och ekosystemtjänster. 
Han har en bakgrund som professor i Stadsbyggnad på Kungliga Tekniska Högskolan (KTH)
Lars Marcus vann 2023 års Kritikerpris  för sin bok Städernas Stenar.